# Leonora Duarte
Leonora Duarte (gedoopt Antwerpen, 28 juli 1610 – 1678?) was een Vlaamse componiste en muzikante.

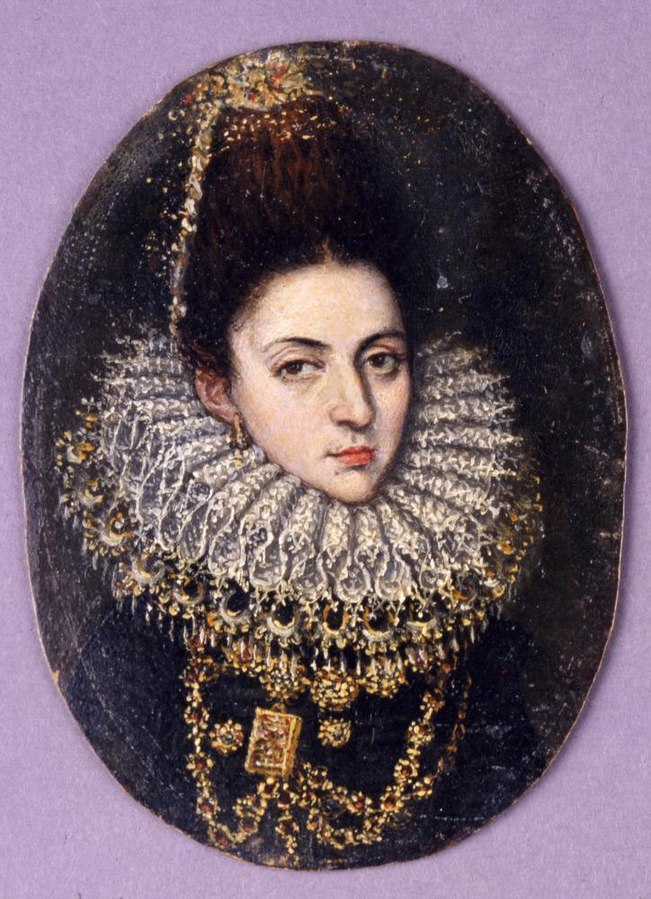
Vermoedens van een afbeelding van Leonora Duarte (onbekende auteur)

## Familiale achtergrond: Antwerpen als toevluchtsoord voor Portugees-Sefardische Joden

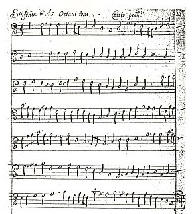
blz. 33 van het handschrift Oxford, Christ Church, Mus. ms. 429, met zeven Sinfonias van Leonora Duarte. Het opschrift is van de hand van Gaspar Duarte sr.; de kopiist van de muziek is onbekend

Leonora werd geboren in een welgestelde Portugees-Sefardische familie. Haar vader, Gaspar Duarte, was geboren in 1584 en stierf in 1653. Zijn ouders waren conversos; onder druk tot het katholicisme bekeerde joden. Leonora’s moeder, Catharina Rodrigues, was geboren in 1584 en overleed in 1644. Gaspar trouwde met haar in 1609. Leonora's vader werd gedoopt toen ze ongeveer 33 jaar oud was, maar er staat niets bekend over een mogelijke doop van haar moeder. Ondanks hun bekering bleef het wantrouwen tegen de conversos sterk en werden ze nauwlettend in het oog gehouden. Om aan de gevreesde inquisitie te ontsnappen, ontvluchtte de familie Portugal.
De familie Duarte vestigde zich dan in het meer verdraagzame Antwerpen. Gaspar sr. en zijn zoon Diego bouwden hun fortuin op een goed draaiende handel in juwelen en vooral diamanten. Behalve in edelstenen, handelde de familie ook in kunstwerken. Mogelijk was Constantijn Huygens een rol toebedeeld bij de aankoop door Diego Duarte van Johannes Vermeers Zittende virginaalspeelster. Het schilderij komt in 1682 voor in de inventaris van Diego Duartes kunstverzameling. Diego was overigens een volwaardige musicus en componist. Diego’s verzameling telde meer dan 200 schilderijen van meesters als Hans Holbein de Jonge, Raffaello Sanzio, Tiziano Vecellio, Peter Paul Rubens en Antoon van Dyck. De bewaard gebleven correspondentie van de familie Huygens vormt trouwens de voornaamste informatiebron over de Duartes.
De Duartes kregen zes kinderen: Diego (of Jacob, 1612-1691), Leonora, Catharina (1614-1678), Gaspar jr. (1616-1685), Francisca jr. (1619-1678), en Isabella (1620-1685). Drie van de vier zussen - Leonora, Catharina en Francisca – overleefden de pestepidemie niet die in 1678 - het jaar van de Vrede van Nijmegen - door de stad Antwerpen trok. Muziek moet een belangrijke rol hebben gespeeld in de opvoeding van de kinderen. Alle zes kinderen uit het huwelijk van Gaspar en Catharina kregen een grondige muzikale opvoeding. Ze leerden zingen en spelen op instrumenten als klavecimbel, virginaal, luit en viola da gamba zoals gebruikelijk bij muziekliefhebbers in de welgestelde kringen van die dagen.

## Het huis van de Duartes

### Een muzikaal centrum
Gaspar jr. en zijn zus Francisca waren kennelijk gevorderde amateurs. Gaspar speelde klavecimbel. Hij onderhield later ook nauwe contacten met de vermaarde klavecimbelbouwers Ruckers en Couchet. Francisca's bijzondere stem bracht Pieter Corneliszoon Hooft ertoe haar tot "Fransche Nachtegael" uit te roepen.
Het huis van de Duartes werd een muzikaal centrum waar contacten werden aangeknoopt met verschillende vooraanstaande families uit de Lage Landen en Engeland. De muzikale kring van de familie en de concerten die ze thuis voor hun gasten hielden, werden wijd en zijd geprezen en trokken vooraanstaande personen zoals de Nederlandse dichteres Anna Roemers Visscher aan, de Engelse componist met Franse wortels Nicholas Lanier, de beroepszangeres Anne de la Barre samen met haar echtgenoot Joseph en William Cavendish, hertog van Newcastle en zijn vrouw Margaret. De Duartes hadden niet alleen belangstelling voor muziek maar ook voor wetenschap, letteren en schilderkunst, zoals ook de beide Huygensen.

### Constantijn Huygens en de Duartes
In zijn omvangrijke correspondentie maakt Huygens vaak met warmte gewag van la famille musicale of la maison musicale en noemde hun huis een ware Antwerpse Parnassus. Huygens stond erom bekend zich nogal laatdunkend over de muzikale cultuur van zijn eigen land uit te laten. De bezoeken van Constantijn Huygens (1596-1687) en zijn zonen Constantijn jr. (1628-1697) en Christiaan (1629-1695) waren meestal een welkom oponthoud tijdens hun reizen tussen 's-Gravenhage en Parijs, waarbij Antwerpen een aantrekkelijke pleisterplaats was: met de Duartes deelden de Huygens’ immers hun belangstelling voor muziek, wetenschap en letterkunde. Huygens begeleidde dan zang met luit of teorbe. Na zulke bezoeken stuurden ze elkaar dankbrieven.

### Twee Engelsmannen over de Duartes
Een andere getuige van het functioneren van de Antwerpse Parnassus is de Engelse dagboekschrijver John Evelyn. Op reis door de Nederlanden beschrijft hij een concert dat op 6 oktober 1641 plaatsvond in het luxueuze Antwerpse paleis van de Duartes op de Meir:
"Ik was die avond uitgenodigd door de heer Duarte, een Portugees van geboorte en een buitensporig welgestelde handelaar van wie het paleis - naar ik kon vaststellen - bemeubeld was als dat van een prins. Zijn drie dochters vermaakten er ons met voortreffelijke muziek, zowel vocale als instrumentale, waarna we de avond afsloten met een aangename maaltijd."
Ook Willam Swann, de Engelse echtgenoot van Constantijn Huygens’ beste muzikale vriendin, Utricia Ogle, was vol lof over de concerten ten huize van de Duartes :
"Wat de heer de Warty (Engelse corrupte spelling van de naam Duarte) en zijn dochters betreft: ik heb alles gehoord. Ze vormen een knap en harmonieus ensemble voor luit, viola da gamba, virginaal en zang. Ik twijfel er niet aan dat u er veel genoegen bij zult ondervinden ze te horen spelen".

### Leonora's zus Francisca zingt in het Nederlands
Francisca Duarte, die de bijnaam 'Antwerpse nachtegaal' (rossignol anversois) kreeg, is de zus die het vaakst in de correspondentie van zowel Constantijn als Christiaan Huygens wordt vernoemd. Uit Constantijns brieven van de jaren 1630 leren we dat ze duetten zong met Maria Tesselschade Roemers Visscher (Tesseltjen), waarbij zij op het klavecimbel werd begeleid door Dirk Janszoon Sweelinck, de zoon van de Amsterdamse componist en organist Jan Pieterszoon. Deze bijzondere vocale combinatie bracht Huygens' zwager ertoe een epigram te hunner ere, Ad Tesselam et Duartam cantu nobiles, te dichten. Een van de stukken uit hun repertoire, was de Nederlandse pastorale wijs "Aen geen groen heijde" en er zijn nog meer aanwijzingen voor dat dit duo zich toegelegd had op werken in hun moedertaal.
Naast zingen speelde Francisca ook klavecimbel; tijdens Christiaan Huygens’ bezoek aan de familie in maart 1663, beschreef hij haar kunnen op dat instrument zowel als een muziekstuk dat door haar broer Diego was gecomponeerd, waarbij hij Vlaamse devotionele liederen geplaatst had op de melodie van een sarabande. Drie jaar later, in een brief aan Johann Jakob Froberger, vermeldt Christiaan la Signora Francisca in Antwerpen, samen met de musici Anna Bergerotti van Parijs en Signora Casembroot van ’s-Gravenhage, als betrof het de toelichting van de muzikale hoogtepunten in een beweging noordwaarts.

### De nieuwste Italiaanse en Franse muziek
Behalve voor vocale muziek in het Nederlands, toonde de familie Duarte ook belangstelling voor de nieuwste Italiaanse en Franse muziek. In de vroege jaren 1640, stuurde Gaspar Constantijn Huygens drie tweestemmige Italiaanse stukken die door zijn dochters gezongen werden. Hij vermeldde echter niet wie de componist van die stukken was en wie van de dochters de stukken dan wel zong. Tegen het einde van het decennium, werd in de brieven die tussen beide mannen werden verstuurd, melding gemaakt van Italiaanse madrigaletten, waarbij Francisca's zus Leonora deze stukken zong, naast de nieuwste airs van de Parijse componist Michel Lambert.
Deze toestand weerspiegelt de internationale relaties bij uitstek. De muzikale kring van de Duartes groeide uit tot een ontmoetingsplaats voor de nieuwste Europese stijlen. Francisca en Leonora kunnen dan met een zeker voorbehoud als model worden gezien voor de grote Parijse virtuoze zangeressen Hilaire Dupuy en Anna Bergerotti van wie melding gemaakt wordt in verband met het werk van Lambert. Dat de familie Duarte connecties had met de Parijse muziekscene kan worden opgemaakt uit de flarden informatie die de briefwisseling van Huygens hierover verstrekt. Michel Lambert (1610-1696) was de leidinggevende musicus in de jaren 1660, de maître de la musique de la chambre du roi, die zich in het air de cour had gespecialiseerd. Lodewijk XIV's hofzangers Bergerotti en Dupuy zongen deze airs en versierden ze zo dat hun grote kunde daaruit afdoend bleek. Jean-Baptiste Lully’s huwelijk met Lamberts dochter, smeedde een verdere band tussen de Italiaanse manier en deze bij uitstek Franse muziek, gegroeid uit het vroegere air de cour. Dat Francisca Duarte werd vermeld met Bergerotti in Huygens’ brief aan Froberger en dat zij en haar familie Lamberts muziek in Antwerpen promoten, suggereert de internationale weergalm van de stijl, zowel als de muzikale begaafdheid en het talent van de Duartes. Voorts leren we uit het werk van de musicoloog Rudolf Rasch dat in de jaren 1640 en 1650 de Franse hofmuzikanten Anne en Joseph de La Barre, zowel als Nicholas Lanier, er een punt van maakten van het huis van de Duartes een stopplaats op hun weg naar andere bestemmingen te maken.

## Leonora en Diego Duarte als componisten
Behalve dat ze zongen en op verschillende instrumenten speelden, konden Leonora en haar broer Diego ook componeren. Leonora schreef in de late Jakobijnse stijl voor een ensemble van vijf viola da gamba’s een reeks van zeven abstracte fantasia's, die ze symfonieën noemde. De bibliotheek van Christ Church College, Oxford heeft een kopie van de partituren, door een professionele kopiist gemaakt maar door Leonora’s vaders hand van titels voorzien. De stukken vertonen veel talent, hoewel voortgekomen uit weinig meer dan liefhebberij. Het vermoeden is dat Leonora een compositieleraar heeft gehad, misschien wel de Engelse componist John Bull, die sinds 1615 in Antwerpen leefde.
Leonora’s broer Diego heeft vermoedelijk dezelfde muzikale opvoeding genoten als zijn zussen en broer, maar het blijft onduidelijk welke instrumenten hij precies bespeeld heeft, daar hij dit klaarblijkelijk niet voor zijn gasten deed. Het staat nochtans bekend dat hij verschillende gedichten van William Cavendish heeft getoonzet, naast de psalmparafrases van Godeau (1673-1685), die hij aan Huygens heeft opgedragen. Geen van deze werken, waarschijnlijk bedoeld voor één stem met basso continuo, is echter bewaard gebleven. Toen Diego Duarte in 1691 zonder erfgenamen overleed, stierf met hem de familie uit en verdween de artistieke en muzikale Antwerpse Parnassus voor altijd.

## Discografie
- Birds on Fire: Jewish Music for Viols, door Fretwork, Harmonia Mundi HMU907478, 2008